# Annona coriacea
Annona coriacea Mart., también llamada fruta del conde, es una especie de árbol perteneciente a la familia Annonaceae.

## Hábitat
Es un árbol nativo de Brasil, en las vegetaciones de Cerrado, Caatinga, y Pantanal en Brasil, y su madera es útil, para la construcción y en juguetes. La planta fue citada en Flora Brasiliensis por Carl Friedrich Philipp von Martius.

## Descripción
Tiene las hojas ovadas, coriáceas, con las flores amarillas y frutos múltiples, grandes, comestible, con semillas.  El fruto, muy sabroso, es conocido como crema de manzana.
La especie, procedente de Occidente, se plantó en Bahia, en 1626, por el gobernador Diogo Luis de Oliveira, el Conde de Miranda, como informó Pio Corrêa. En Pernambuco y en Brasilia, el "fruto del Conde" es conocida como crema de manzana, actualmente está sembrada en el valle de San Francisco, incluyendo la modificación de frutas sin semillas. Sólo en 1811, la especie fue introducida en Río de Janeiro, por un agrónomo francés, a petición del rey Juan VI.
También es conocido en el noreste de Brasil como avellana o minutos. Cuando madura, el fruto se abre.

## Propiedades
Las hojas son ovadas, coriáceas, con flores amarillas y frutos múltiples, grandes, comestibles y muy sabroso, con semillas tomadas como antidiarreico. Cuando está madura, se abre la fruta.

## Taxonomía
Annona coriacea fue descrita por  Carl Friedrich Philipp von Martius y publicado en Flora Brasiliensis 13(1): 6, pl. 1. 1841.
Etimología
Annona: nombre genérico que deriva del  Taíno Annon.
coriacea: epíteto latino que significa "de cuero".
Sinonimia
- Annona coriacea var. cuneata R.E.Fr.
- Annona geraensis Barb.Rodr.[4]